# Świadek mimo woli (powieść)

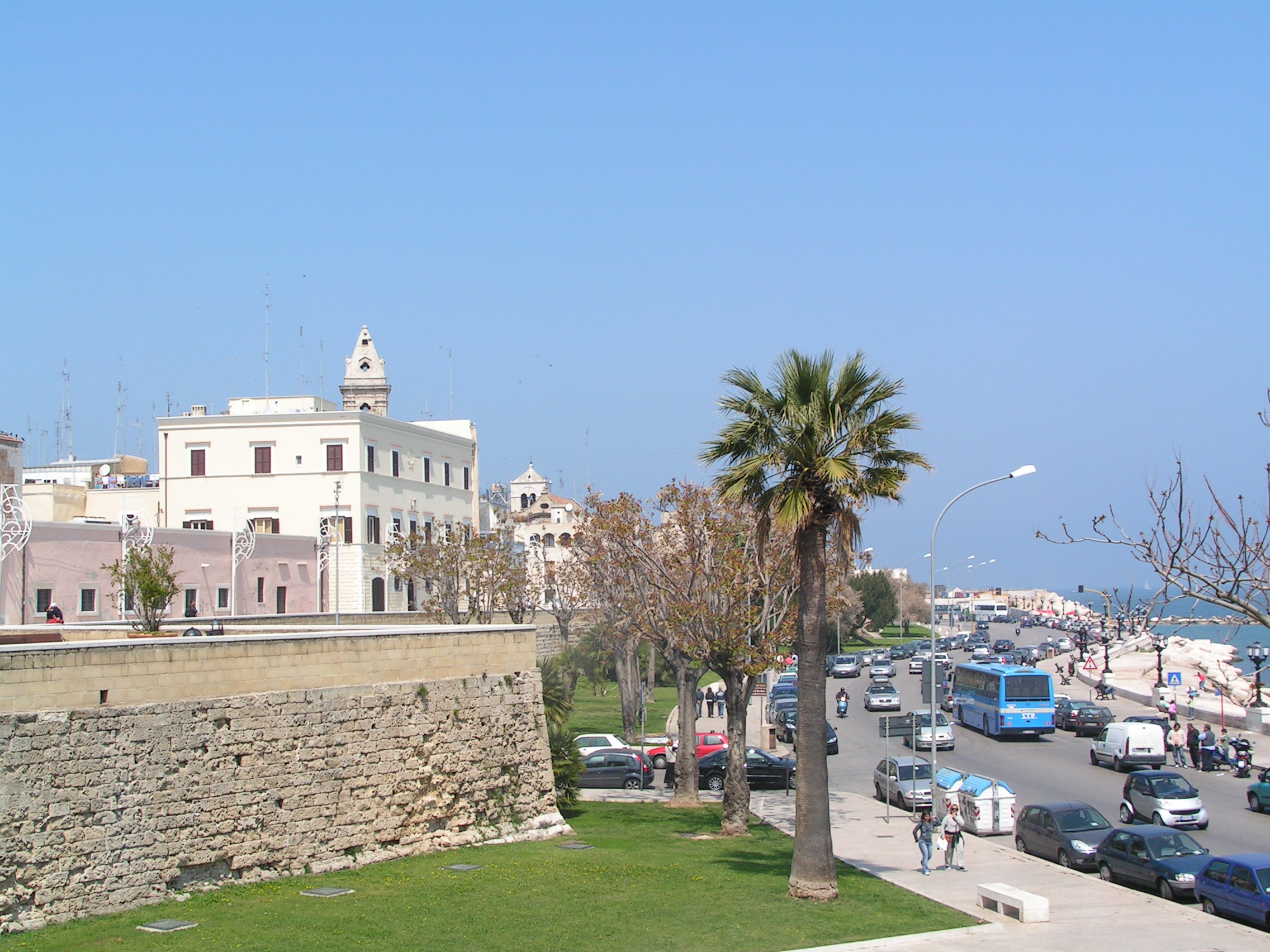
Bari – centralne miejsce akcji powieści

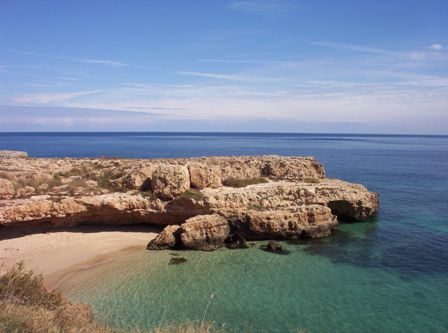
Plaża w Monopoli – tutaj popełniono morderstwo

Świadek mimo woli (wł. Testimone Inconsapevole) – powieść (kryminał sądowy) włoskiego pisarza Gianrica Carofiglia – pierwsza część cyklu z mecenasem Guidem Guerrierim, która przyniosła pisarzowi międzynarodową popularność. Książka została wydana w 2002, a polskie tłumaczenie ukazało się w 2008 (przełożyła Joanna Ugniewska).

## Treść
Akcja powieści rozgrywa się w rodzinnym mieście autora – Bari i jego okolicach (np. w Monopoli). Osnuta jest wokół tajemniczego morderstwa dziewięcioletniego chłopca – Francesco Rubino (Ciccio). Lokalna policja posądza o mord senegalskiego pokątnego handlarza podróbkami – Abdou Thiama. Proces jest poszlakowy i opiera się na zeznaniach nieprzychylnie usposobionych świadków. Oskarżonemu grozi dożywotnie więzienie. Guido Guerrieri podejmuje się praktycznie beznadziejnej obrony czarnoskórego nauczyciela z Senegalu. Metodycznie podważając kolejne, naginane argumenty oskarżenia, doprowadza do uniewinnienia oskarżonego.

## Kontekst
W powieści poruszony jest kontekst społeczny południa Włoch – handel narkotykami i podróbkami znanych marek, starcie ras i cywilizacji (Europa – Afryka), wykorzystywanie czarnoskórych imigrantów do nielegalnego handlu, nieprawidłowości w aparacie ścigania i wymiarze sprawiedliwości. Autor – długoletni uczestnik spraw sądowych przeciw zorganizowanej przestępczości – dobrze zna włoski system prawny i jego luki.

## Inne powieści z Guidem Guerrierim
- Z zamkniętymi oczami (Ad occhi chiusi, 2003; wyd. polskie 2009)
- Ponad wszelką wątpliwość (Ragionevoli dubbi, 2006; wyd. polskie 2010)